# Juan I de Avesnes
Juan de Avesnes (1 de mayo de 1218-24 de diciembre de 1257) fue conde de Henao de 1246 a su muerte.

## Vida
Nacido en Houffalize, era el hijo mayor de Margarita II de Flandes con su primer marido, Bouchard de Avesnes. Como el matrimonio de Margaret y Bouchard fue disuelto por el papa, se le consideró ilegítimo.
Su madre se casó nuevamente con Guillermo II de Dampierre y tuvo más hijos que podrían reclamar su herencia. Así, Juan y su hermano Balduino intentaron recibir reconocimiento imperial de su legitimidad, lo que consiguieron del emperador Federico II en marzo de 1243. El 5 de diciembre de 1244, Margarita heredó Flandes y Henao y designó a su primogénito con su segundo marido, Guillermo III de Dampierre, como heredero. Inmediatamente estalló una guerra, la Guerra de Sucesión de Flandes y Henao, sobre los derechos de herencia, enfrentando a Juan con Guillermo.
Después de dos años de lucha, en 1246, Luis IX de Francia intervino para resolver el conflicto. Concedió Henao a Juan y Flandes a Guillermo. No obstante, Margarita rechazó entregar Henao a Juan. El 6 de junio de 1251, Guillermo fue asesinado y se demostró que los Avesnes habían financiado el delito. El 4 de julio de 1253, Juan derrotó a los ejércitos de Margarita y su segundo hijo Dampierre, Guido, en la Batalla de West-Capelle. Guido fue apresado y Margarita accedió a vender sus derechos sobre Henao a Carlos de Anjou si él lo reconquistaba de Juan. El cuñado de Juan, Guillermo II conde de Holanda, que había sido elegido rey de romanos, fue convencido para conceder Henao (un feudo del imperio) y las tierras flamencas dentro del Imperio a Juan. Carlos fue derrotado y Luis, al regreso de la Séptima cruzada, ordenó a su hermano atenerse a su arbitraje de 1246. El 22 de noviembre de 1257, Guido, finalmente, renunció a Henao, pero Juan murió la Nochebuena en Valenciennes.

## Familia e hijos
Casó con Adelaida de Holanda en 1246 y tuvo la siguiente descendencia:
- Juan I de Henao (nacido Juan II de Avesnes), conde de Henao y Holanda (1247–1304)
- Balduino (nacido después de 1247, vivo en 1299)
- Juana, abadesa de Flines (muerta en 1304)
- Bouchard, obispo de Metz (1251–1296)
- Guido, obispo de Utrecht (1253–1317)
- Guillermo, obispo de Cambrai (1254–1296)
- Floris, estatúder de Zelanda y príncipe de Acaya